# Alfredo Valcárcel Cahen
Alfredo Enrique Valcárcel Cahen (San Isidro, Lima, 22 de diciembre de 1955) es un empresario y político peruano. Fue alcalde del distrito de Chaclacayo en dos periodos consecutivos.

## Biografía
Alfredo Valcárcel nació el 22 de diciembre de 1955 en el distrito de San Isidro en Lima, provincia de Perú.
Estudió la carrera de Ingeniería electrónica, sin embargo, no logró a concluirlos. Posteriormente se dedicaría al ámbito empresarial, siendo propietario de una empresa de construcción.
Como político incursionó cuando en el año 2002 postuló a la alcaldía del distrito de Chaclacayo como independiente, la cual no tuvo éxito. Sin embargo en el año 2006, Alfredo Valcárcel logró resultar elegido como alcalde del distrito de Chaclacayo para el periodo municipal 2007-2010.
En el año 2010 se afilió a Cambio Radical, partido político de José Barba Caballero, y postuló a la reelección en la cual tuvo éxito para un segundo mandato como alcalde de Chaclacayo.
En 2014 se afilió a Solidaridad Nacional, partido político del alcalde Luis Castañeda Lossio, y postuló por tercera vez a la alcaldía de Chaclacayo. Sin embargo, Valcárcel no logró tener éxito y terminó en segundo lugar.